# Lista de vereadores de Vitória da Conquista
Esta é a lista de vereadores de Vitória da Conquista, município brasileiro do estado da Bahia. A Câmara Municipal de Vitória da Conquista é o órgão legislativo do município. É formada por vinte e três cadeiras, quando, por determinação do TSE, os municípios passaram a ter um número de vereadores equivalente à sua população. Os cargos de direção da Câmara são: Presidente, 1º e 2º vice-presidentes e 1º, 2º secretários.

## 22.ª Legislatura (2025-2028)

### Mesa Diretora
| 1.º Biênio (2025-2026) | 1.º Biênio (2025-2026)             | 2.º Biênio (2027-2028) | 2.º Biênio (2027-2028) |
| Presidência            | Presidência                        | Presidência            | Presidência            |
| ---------------------- | ---------------------------------- | ---------------------- | ---------------------- |
| Presidente             | Ivan Cordeiro (PL)                 | Presidente             | à definir              |
| 1.º Vice-presidente    | Luciano Gomes (PCdoB)              | 1.º Vice-presidente    | à definir              |
| 2.º Vice-presidente    | Cris Rocha (MDB)                   | 2.º Vice-presidente    | à definir              |
| Secretaria             |                                    |                        |                        |
| 1.º Secretário         | Herminio Oliveira (PP)             | 1.º Secretário         | à definir              |
| 2.º Secretário         | Dinho dos Campinhos (Republicanos) | 2.º Secretário         | à definir              |

### Vereadores
| Vereadores de Vitória da Conquista - 22ª Legislatura (2025-2028) | Vereadores de Vitória da Conquista - 22ª Legislatura (2025-2028) | Vereadores de Vitória da Conquista - 22ª Legislatura (2025-2028) | Vereadores de Vitória da Conquista - 22ª Legislatura (2025-2028) | Vereadores de Vitória da Conquista - 22ª Legislatura (2025-2028) | Vereadores de Vitória da Conquista - 22ª Legislatura (2025-2028) | Vereadores de Vitória da Conquista - 22ª Legislatura (2025-2028) | Vereadores de Vitória da Conquista - 22ª Legislatura (2025-2028) |
| N°                                                               | Nome                                                             | Partido                                                          | N°                                                               | Votos                                                            | %                                                                | Notas | Posição                                                          |
| ---------------------------------------------------------------- | ---------------------------------------------------------------- | ---------------------------------------------------------------- | ---------------------------------------------------------------- | ---------------------------------------------------------------- | ---------------------------------------------------------------- | --- | ---------------------------------------------------------------- |
| 1.º                                                              | Diogo Azevedo                                                    | UNIÃO                                                            | 44192                                                            | 6.017                                                            | 3,04%                                                            | | Governo                                                          |
| 2.ª                                                              | Leia De Quinho                                                   | PSD                                                              | 55555                                                            | 4.272                                                            | 2,16%                                                            | | Oposição                                                         |
| 3.º                                                              | Luciano Gomes                                                    | PCdoB                                                            | 65222                                                            | 3.769                                                            | 1,90%                                                            | Apesar de ter sido eleito por um partido de oposição à Sheila Lemos (UNIÃO), então prefeita eleita em 2024, sua atuação parlamentar é considerada como independente, principalmente pela boa relação e concordância com as pautas da chefe do executivo. | Independente                                                     |
| 4.º                                                              | Alexandre Xandó                                                  | PT                                                               | 13500                                                            | 3.729                                                            | 1,88%                                                            | | Oposição                                                         |
| 5.º                                                              | Fernando Vasconcelos (Fernando Jacaré)                           | PT                                                               | 13111                                                            | 3.603                                                            | 1,82%                                                            | | Oposição                                                         |
| 6.º                                                              | Andreson Ribeiro                                                 | PCdoB                                                            | 65555                                                            | 3.419                                                            | 1,72%                                                            | | Oposição                                                         |
| 7.º                                                              | Luis Carlos Dudé                                                 | UNIÃO                                                            | 44111                                                            | 3.339                                                            | 1,68%                                                            | | Governo                                                          |
| 8.º                                                              | Adinilson Pereira                                                | UNIÃO                                                            | 44789                                                            | 3.305                                                            | 1,67%                                                            | | Governo                                                          |
| 9.º                                                              | Ivan Cordeiro                                                    | PL                                                               | 22222                                                            | 3.113                                                            | 1,57%                                                            | | Governo                                                          |
| 10.º                                                             | Dinho Dos Campinhos E Simão                                      | Republicanos                                                     | 10350                                                            | 3.109                                                            | 1,57%                                                            | | Governo                                                          |
| 11.ª                                                             | Cris Rocha                                                       | MDB                                                              | 15888                                                            | 2.963                                                            | 1,49%                                                            | Apesar de ter sido eleito por um partido de oposição à Sheila Lemos (UNIÃO), então prefeita eleita em 2024, sua atuação parlamentar é considerada como independente, principalmente pela boa relação e concordância com as pautas da chefe do executivo. | Independente                                                     |
| 12.º                                                             | Ricardo Babão                                                    | PCdoB                                                            | 65789                                                            | 2.902                                                            | 1,46%                                                            | Apesar de ter sido eleito por um partido de oposição à Sheila Lemos (UNIÃO), então prefeita eleita em 2024, sua atuação parlamentar é considerada como independente, principalmente pela boa relação e concordância com as pautas da chefe do executivo. | Independente                                                     |
| 13.ª                                                             | Viviane Sampaio                                                  | PT                                                               | 13300                                                            | 2.834                                                            | 1,43%                                                            | | Oposição                                                         |
| 14.º                                                             | Paulinho Oliveira                                                | PSDB                                                             | 45444                                                            | 2.550                                                            | 1,29%                                                            | | Governo                                                          |
| 15.º                                                             | Subtenente Muniz                                                 | PDT                                                              | 12190                                                            | 2.458                                                            | 1,24%                                                            | | Governo                                                          |
| 16.ª                                                             | Doutora Lara                                                     | Republicanos                                                     | 10022                                                            | 2.418                                                            | 1,22%                                                            | | Governo                                                          |
| 17.º                                                             | Marcio De Vivi                                                   | PSD                                                              | 55444                                                            | 2.403                                                            | 1,21%                                                            | | Oposição                                                         |
| 18.º                                                             | Ricardo Gordo                                                    | PSB                                                              | 40222                                                            | 2.341                                                            | 1,18%                                                            | | Oposição                                                         |
| 19.º                                                             | Hermínio Oliveira                                                | PP                                                               | 11789                                                            | 2.300                                                            | 1,16%                                                            | | Governo                                                          |
| 20.º                                                             | Edjaime Rosa de Carvalho (Bibia)                                 | UNIÃO                                                            | 44444                                                            | 2.115                                                            | 1,07%                                                            | | Governo                                                          |
| 21.º                                                             | Nelson De Vivi                                                   | PSDB                                                             | 45800                                                            | 1.925                                                            | 0,97%                                                            | | Governo                                                          |
| 22.º                                                             | Edivaldo Ferreira Júnior                                         | PSDB                                                             | 45450                                                            | 1.840                                                            | 0,93%                                                            | | Governo                                                          |
| 23.º                                                             | Natan Da Carroceria                                              | Avante                                                           | 70000                                                            | 1.505                                                            | 0,76%                                                            | | Independente                                                     |

### Comissões
| Comissões Temáticas                                          | 2025-2026                       | 2025-2026                                 | 2025-2026 |
| Comissões Temáticas                                          | Presidentes                     | Membros                                   | Ref.      |
| ------------------------------------------------------------ | ------------------------------- | ----------------------------------------- | --------- |
| Comissão de Agricultura (CA)                                 | Adinilson Pereira (UNIÃO)       | Subtenente Muniz (PDT)                    | [ 5 ]     |
| Comissão de Agricultura (CA)                                 | Adinilson Pereira (UNIÃO)       | Luciano Gomes (PCdoB)                     | [ 5 ]     |
| Comissão de Cultura e Esporte (CCE)                          | Paulinho Oliveira (PSDB)        | Ricardo Gordo (PSB)                       | [ 6 ]     |
| Comissão de Cultura e Esporte (CCE)                          | Paulinho Oliveira (PSDB)        | Ricardo Babão (PCdoB)                     | [ 6 ]     |
| Comissão de Defesa dos Direitos da Mulher (CDDM)             | Viviane Sampaio (PT)            | Leia de Quinho (PSD)                      | [ 7 ]     |
| Comissão de Defesa dos Direitos da Mulher (CDDM)             | Viviane Sampaio (PT)            | Cris Rocha (MDB)                          | [ 7 ]     |
| Comissão de Educação (CE)                                    | Edivaldo Ferreira Júnior (PSDB) | Doutora Lara (Republicanos)               | [ 8 ]     |
| Comissão de Educação (CE)                                    | Edivaldo Ferreira Júnior (PSDB) | Alexandre Xandó (PT)                      | [ 8 ]     |
| Comissão de Ética (CET)                                      | Bibia (UNIÃO)                   | Luis Carlos Dudé (UNIÃO)                  | [ 9 ]     |
| Comissão de Ética (CET)                                      | Bibia (UNIÃO)                   | Viviane Sampaio (PT)                      | [ 9 ]     |
| Comissão de Fiscalização dos Atos do Poder Executivo (CFAPE) | Paulinho Oliveira (PSDB)        | Bibia (UNIÃO)                             | [ 10 ]    |
| Comissão de Fiscalização dos Atos do Poder Executivo (CFAPE) | Paulinho Oliveira (PSDB)        | Fernando Jacaré (PT)                      | [ 10 ]    |
| Comissão de Finanças e Orçamento (CFO)                       | Diogo Azevedo (UNIÃO)           | Márcio de Vivi (PSD)                      | [ 11 ]    |
| Comissão de Finanças e Orçamento (CFO)                       | Diogo Azevedo (UNIÃO)           | Luciano Gomes (PCdoB)                     | [ 11 ]    |
| Comissão de Legislação, Justiça e Redação Final (CLJRF)      | Luis Carlos Dudé (UNIÃO)        | Edivaldo Ferreira Júnior (PSDB)           | [ 12 ]    |
| Comissão de Legislação, Justiça e Redação Final (CLJRF)      | Luis Carlos Dudé (UNIÃO)        | Fernando Jacaré (PT)                      | [ 12 ]    |
| Comissão de Legislação Participativa (CLP)                   | Natan Da Carroceria (Avante)    | Márcio de Vivi (PSD)                      | [ 13 ]    |
| Comissão de Legislação Participativa (CLP)                   | Natan Da Carroceria (Avante)    | Alexandre Xandó (PT)                      | [ 13 ]    |
| Comissão Meio Ambiente (CMA)                                 | Leia de Quinho (PSD)            | Adinilson Pereira (UNIÃO)                 | [ 14 ]    |
| Comissão Meio Ambiente (CMA)                                 | Leia de Quinho (PSD)            | Dinho dos Campinhos (Republicanos)        | [ 14 ]    |
| Comissão de Obras e Serviços Públicos (COSP)                 | Márcio de Vivi (PSD)            | Herminio Oliveira (PP)                    | [ 15 ]    |
| Comissão de Obras e Serviços Públicos (COSP)                 | Márcio de Vivi (PSD)            | Natan Da Carroceria (Avante)              | [ 15 ]    |
| Comissão de Proteção e Defesa do Consumidor (CPDC)           | Andreson Ribeiro (PCdoB)        | -                                         | [ 16 ]    |
| Comissão de Proteção e Defesa do Consumidor (CPDC)           | Andreson Ribeiro (PCdoB)        | -                                         | [ 16 ]    |
| Comissão de Saúde e Assistência Social (CSAS)                | Doutora Lara (Republicanos)     | Diogo Azevedo (UNIÃO)                     | [ 17 ]    |
| Comissão de Saúde e Assistência Social (CSAS)                | Doutora Lara (Republicanos)     | Ricardo Babão (PCdoB)                     | [ 17 ]    |
| Comissões Especiais                                          | 2025-2026                       | 2025-2026                                 | 2025-2026 |
| Comissões Especiais                                          | Presidentes                     | Membros                                   | Ref.      |
| Comissão Especial de Reforma à Lei Orgânica (CERLO)          | Luis Carlos Dudé (UNIÃO)        | Edivaldo Ferreira Júnior (PSDB) - Relator | [ 18 ]    |
| Comissão Especial de Reforma à Lei Orgânica (CERLO)          | Luis Carlos Dudé (UNIÃO)        | Alexandre Xandó (PT)                      | [ 18 ]    |
| Comissão Especial de Reforma à Lei Orgânica (CERLO)          | Luis Carlos Dudé (UNIÃO)        | Fernando Jacaré (PT)                      | [ 18 ]    |
| Comissão Especial de Reforma à Lei Orgânica (CERLO)          | Luis Carlos Dudé (UNIÃO)        | Luciano Gomes (PCdoB)                     | [ 18 ]    |

## 21.ª Legislatura (2021-2024)

### Mesa Diretora
| 1.º Biênio (2021-2022) | 1.º Biênio (2021-2022)         | 2.º Biênio (2023-2024) | 2.º Biênio (2023-2024)    |
| Presidência            | Presidência                    | Presidência            | Presidência               |
| ---------------------- | ------------------------------ | ---------------------- | ------------------------- |
| Presidente             | Luis Carlos Dudé (MDB)         | Presidente             | Hermínio Oliveira (PP)    |
| 1.º Vice-presidente    | Hermínio Oliveira (PODE)       | 1.º Vice-presidente    | Subtenente Muniz (PDT)    |
| 2.º Vice-presidente    | Orlando Filho (PRTB)           | 2.º Vice-presidente    | Adinilson Pereira (UNIÃO) |
| 2.º Vice-presidente    | Edivaldo Ferreira Júnior (PTB) | 2.º Vice-presidente    | Adinilson Pereira (UNIÃO) |
| Secretaria             |                                |                        |                           |
| 1.º Secretário         | Ricardo Babão (PCdoB)          | 1.º Secretário         | Ricardo Babão (PCdoB)     |
| 2.º Secretário         | Nelson de Vivi (UNIÃO)         | 2.º Secretário         | Nelson de Vivi (PSDB)     |

### Vereadores
| Vereadores de Vitória da Conquista - 21.ª Legislatura (2021-2024) | Vereadores de Vitória da Conquista - 21.ª Legislatura (2021-2024) | Vereadores de Vitória da Conquista - 21.ª Legislatura (2021-2024) | Vereadores de Vitória da Conquista - 21.ª Legislatura (2021-2024) | Vereadores de Vitória da Conquista - 21.ª Legislatura (2021-2024) | Vereadores de Vitória da Conquista - 21.ª Legislatura (2021-2024) | Vereadores de Vitória da Conquista - 21.ª Legislatura (2021-2024)                                                              |
| N.º                                                               | Nome                                                              | Partido                                                           | N°                                                                | Votos                                                             | %                                                                 | Notas |
| ----------------------------------------------------------------- | ----------------------------------------------------------------- | ----------------------------------------------------------------- | ----------------------------------------------------------------- | ----------------------------------------------------------------- | ----------------------------------------------------------------- | --- |
| 1.ª                                                               | Lúcia Rocha                                                       | MDB                                                               | 15888                                                             | 4.104                                                             | 2,37%                                                             | |
| 2.º                                                               | Alexandre Xandó                                                   | PT                                                                | 13500                                                             | 2.932                                                             | 1,70%                                                             | |
| 3.º                                                               | Luciano Gomes                                                     | PCdoB                                                             | 65222                                                             | 2.744                                                             | 1,59%                                                             | |
| 4.º                                                               | Luis Carlos Dudé                                                  | MDB                                                               | 15111                                                             | 2.489                                                             | 1,44%                                                             | Migrou para o UNIÃO, em 25 de março de 2024, durante a janela partidária.                                                      |
| 5.º                                                               | Fernando Vasconcelos (Jacaré)                                     | PT                                                                | 13111                                                             | 2.421                                                             | 1,40%                                                             | |
| 6.º                                                               | Andreson Ribeiro                                                  | PCdoB                                                             | 65555                                                             | 2.388                                                             | 1,38%                                                             | |
| 7.º                                                               | Antônio Ricardo Pereira (Ricardo Babão)                           | PCdoB                                                             | 65789                                                             | 2.308                                                             | 1,33%                                                             | |
| 8.º                                                               | Adinilson Pereira                                                 | MDB                                                               | 15789                                                             | 2.162                                                             | 1,25%                                                             | Migrou para o UNIÃO, em 25 de março de 2024, durante a janela partidária.                                                      |
| 9.º                                                               | Edjaime Rosa de Carvalho (Bibia)                                  | MDB                                                               | 15555                                                             | 2.094                                                             | 1,21%                                                             | Migrou para o UNIÃO, em 25 de março de 2024, durante a janela partidária.                                                      |
| 10.º                                                              | Valdemir Dias                                                     | PT                                                                | 13100                                                             | 2.061                                                             | 1,19%                                                             | |
| 11.º                                                              | Ivan Cordeiro                                                     | PTB                                                               | 14014                                                             | 2.057                                                             | 1,19%                                                             | Migrou para o PL, em 12 de março de 2024, durante a janela partidária.                                                         |
| 12.ª                                                              | Viviane Sampaio                                                   | PT                                                                | 13300                                                             | 1.966                                                             | 1,14%                                                             | |
| 13.º                                                              | Hermínio Oliveira                                                 | PODE                                                              | 19123                                                             | 1.669                                                             | 0,96%                                                             | Migrou para o PP em 26 de março de 2024, durante a janela partidária.                                                          |
| 14.º                                                              | Chico Estrela                                                     | PTC                                                               | 36222                                                             | 1.572                                                             | 0,91%                                                             | Migrou para o PDT, em 4 de abril de 2024, durante a janela partidária.                                                         |
| 15.º                                                              | Nildo Freitas                                                     | PSC                                                               | 20000                                                             | 1.547                                                             | 0,89%                                                             | Migrou para o UNIÃO, em 25 de março de 2024, durante a janela partidária.                                                      |
| 16.º                                                              | Dinho dos Campinhos                                               | PP                                                                | 11350                                                             | 1.486                                                             | 0,86%                                                             | Migrou para o Republicanos, em 25 de março de 2024, durante a janela partidária.                                               |
| 17.º                                                              | Nelson de Vivi                                                    | DEM                                                               | 25888                                                             | 1.447                                                             | 0,84%                                                             | Migrou para o UNIÃO, em 11 de março de 2022, após a fusão do DEM com o PSL e em março de 2024 trocou o UNIÃO pelo PSDB.        |
| 18.º                                                              | Subtenente Muniz                                                  | Avante                                                            | 70190                                                             | 1.362                                                             | 0,79%                                                             | Migrou para o PDT em 5 de abril de 2024.                                                                                       |
| 19.º                                                              | Delegado Marcus Vinicius                                          | PODE                                                              | 19999                                                             | 1.263                                                             | 0,73%                                                             | |
| 20.º                                                              | Dr. Augusto Cândido                                               | PSDB                                                              | 45112                                                             | 1.194                                                             | 0,69%                                                             | Migrou para o Republicanos, em 27 de março de 2024 e novamente para o MDB em 31 de março de 2024, durante a janela partidária. |
| 21.º                                                              | Orlando Filho                                                     | PRTB                                                              | 28777                                                             | 1.164                                                             | 0,67%                                                             | |

### Suplentes
| N° | Nome                     | Partido | N°    | Votos | %     | Vereador Titular     | Notas |
| -- | ------------------------ | ------- | ----- | ----- | ----- | -------------------- | --- |
| 1° | Edivaldo Ferreira Júnior | PTB     | 14147 | 1.804 | 1,04% | Orlando Filho (PRTB) | Suplente assumiu o mandato em 18 de novembro de 2022 após recontagem de votos da eleição municipal pelo TRE-BA, em 26 de março de 2024 migrou para o PSDB, durante a janela partidária. |

## 20.ª Legislatura (2017-2020)

### Mesa Diretora
| 1.º Biênio (2017-2018) | 1.º Biênio (2017-2018)  | 2.º Biênio (2019-2020) | 2.º Biênio (2019-2020) |
| Presidência            | Presidência             | Presidência            | Presidência            |
| ---------------------- | ----------------------- | ---------------------- | ---------------------- |
| Presidente             | Hermínio Oliveira (PPS) | Presidente             | Luciano Gomes (PCdoB)  |
| 1.º Vice-presidente    | Sidney Oliveira (PRB)   | 1.º Vice-presidente    | Gilmar Ferraz (MDB)    |
| 2.º Vice-presidente    | Luciano Gomes (PR)      | 2.ª Vice-presidente    | Nildma Ribeiro (PCdoB) |
| Secretaria             |                         |                        |                        |
| 1.º Secretário         | Gilmar Ferraz (MDB)     | 1.º Secretário         | Valdemir Dias (PT)     |
| 2.ª Secretária         | Nildma Ribeiro (PCdoB)  | 2.º Secretário         | Cícero Custódio (PSL)  |

### Vereadores
| Vereadores de Vitória da Conquista - 20ª Legislatura (2017-2020) | Vereadores de Vitória da Conquista - 20ª Legislatura (2017-2020) | Vereadores de Vitória da Conquista - 20ª Legislatura (2017-2020) | Vereadores de Vitória da Conquista - 20ª Legislatura (2017-2020) | Vereadores de Vitória da Conquista - 20ª Legislatura (2017-2020) | Vereadores de Vitória da Conquista - 20ª Legislatura (2017-2020) | Vereadores de Vitória da Conquista - 20ª Legislatura (2017-2020) |
| N°                                                               | Nome                                                             | Partido                                                          | N°                                                               | Votos                                                            | %                                                                | Notas                                                            |
| ---------------------------------------------------------------- | ---------------------------------------------------------------- | ---------------------------------------------------------------- | ---------------------------------------------------------------- | ---------------------------------------------------------------- | ---------------------------------------------------------------- | ---------------------------------------------------------------- |
| 1°                                                               | Adinilson Pereira                                                | PSB                                                              | 40789                                                            | 1.892                                                            | 1,15%                                                            |                                                                  |
| 2°                                                               | Álvaro Pithon                                                    | DEM                                                              | 25123                                                            | 2.463                                                            | 1,49%                                                            |                                                                  |
| 3°                                                               | Cícero Custódio                                                  | PSL                                                              | 17888                                                            | 2.439                                                            | 1,48%                                                            |                                                                  |
| 4°                                                               | Coriolano Moraes                                                 | PT                                                               | 13113                                                            | 1.819                                                            | 1,10%                                                            |                                                                  |
| 5°                                                               | Danillo Kiribamba                                                | PCdoB                                                            | 65100                                                            | 2.327                                                            | 1,41%                                                            |                                                                  |
| 6°                                                               | David Salomão                                                    | PTC                                                              | 36190                                                            | 969                                                              | 0,59%                                                            |                                                                  |
| 7°                                                               | Denis do Gás                                                     | PSC                                                              | 20022                                                            | 1.483                                                            | 0,90%                                                            |                                                                  |
| 8°                                                               | Edjaime Rosa de Carvalho (Bibia)                                 | PMDB                                                             | 15555                                                            | 1.613                                                            | 0,98%                                                            |                                                                  |
| 9°                                                               | Fernando Vasconcelos (Jacaré)                                    | PT                                                               | 13111                                                            | 2.756                                                            | 1,67%                                                            |                                                                  |
| 10°                                                              | Gilmar Ferraz                                                    | PMDB                                                             | 15140                                                            | 2.825                                                            | 1,71%                                                            |                                                                  |
| 11°                                                              | Hermínio Oliveira                                                | PPS                                                              | 23123                                                            | 1.341                                                            | 0,81%                                                            | Migrou para o PODE em 30 de março de 2020.                       |
| 12°                                                              | Jorge Bezerra                                                    | Solidariedade                                                    | 77988                                                            | 1.351                                                            | 0,82%                                                            |                                                                  |
| 13°                                                              | Luciano Gomes                                                    | PR                                                               | 22222                                                            | 2.613                                                            | 1,58%                                                            | Migrou para o PCdoB em 23 de abril de 2020.                      |
| 14°                                                              | Luis Carlos Dudé                                                 | PTB                                                              | 14111                                                            | 2.524                                                            | 1,53%                                                            | Migrou para o MDB em 2020.                                       |
| 15ª                                                              | Lúcia Rocha                                                      | DEM                                                              | 25888                                                            | 3.784                                                            | 2,29%                                                            | Migrou para o MDB em 2020.                                       |
| 16ª                                                              | Viviane Sampaio                                                  | PT                                                               | 13300                                                            | 1.755                                                            | 1,06%                                                            |                                                                  |
| 17ª                                                              | Nildma Ribeiro                                                   | PCdoB                                                            | 65333                                                            | 2.127                                                            | 1,29%                                                            |                                                                  |
| 18°                                                              | Osmário Lacerda                                                  | PMDB                                                             | 15666                                                            | 1.874                                                            | 1,13%                                                            |                                                                  |
| 19°                                                              | Rodrigo Moreria                                                  | PP                                                               | 11000                                                            | 1.892                                                            | 1,15%                                                            |                                                                  |
| 20°                                                              | Sidney de Oliveira (Pastor Sidnei)                               | PRB                                                              | 10123                                                            | 2.161                                                            | 1,31%                                                            |                                                                  |
| 21°                                                              | Valdemir Oliveira                                                | PT                                                               | 13100                                                            | 2.086                                                            | 1,26%                                                            |                                                                  |

## 19.ª Legislatura (2013-2016)
| Vereadores de Vitória da Conquista - 19ª Legislatura (2013-2016) | Vereadores de Vitória da Conquista - 19ª Legislatura (2013-2016) | Vereadores de Vitória da Conquista - 19ª Legislatura (2013-2016) | Vereadores de Vitória da Conquista - 19ª Legislatura (2013-2016) | Vereadores de Vitória da Conquista - 19ª Legislatura (2013-2016) | Vereadores de Vitória da Conquista - 19ª Legislatura (2013-2016) | Vereadores de Vitória da Conquista - 19ª Legislatura (2013-2016) |
| N°                                                               | Nome                                                             | Partido                                                          | N°                                                               | Votos                                                            | %                                                                | Notas                                                            |
| ---------------------------------------------------------------- | ---------------------------------------------------------------- | ---------------------------------------------------------------- | ---------------------------------------------------------------- | ---------------------------------------------------------------- | ---------------------------------------------------------------- | ---------------------------------------------------------------- |
| 1°                                                               | Adinilson Pereira                                                | PSB                                                              | 40789                                                            | 1.582                                                            | 0,98%                                                            |                                                                  |
| 2°                                                               | Álvaro Pithon                                                    | DEM                                                              | 25123                                                            | 3.172                                                            | 1,97%                                                            |                                                                  |
| 3°                                                               | Ademir Abreu                                                     | PT                                                               | 13136                                                            | 2.406                                                            | 1,50%                                                            |                                                                  |
| 4°                                                               | Andreson Ribeiro                                                 | PCdoB                                                            | 65555                                                            | 2.422                                                            | 1,51%                                                            |                                                                  |
| 5°                                                               | Antônio Ricardo Pereira (Ricardo Babão)                          | PSL                                                              | 17789                                                            | 2.471                                                            | 1,54%                                                            |                                                                  |
| 6°                                                               | Arlindo Rebouças                                                 | PMN                                                              | 33123                                                            | 2.370                                                            | 1,48%                                                            |                                                                  |
| 7°                                                               | Cícero Custódio                                                  | PV                                                               | 43888                                                            | 2.181                                                            | 1,36%                                                            |                                                                  |
| 8°                                                               | Coriolano Moraes (Professor Cori)                                | PT                                                               | 13113                                                            | 4.020                                                            | 2,50%                                                            |                                                                  |
| 9°                                                               | Edjaime Rosa de Carvalho (Bibia)                                 | PSDB                                                             | 45555                                                            | 2.129                                                            | 1,33%                                                            |                                                                  |
| 10°                                                              | Fernando Vasconcelos (Jacaré)                                    | PT                                                               | 13111                                                            | 3.953                                                            | 2,46%                                                            |                                                                  |
| 11°                                                              | Florisvaldo Bittencourt                                          | PT                                                               | 13222                                                            | 2.688                                                            | 1,67%                                                            |                                                                  |
| 12°                                                              | Gilzete Moreira                                                  | PSB                                                              | 40333                                                            | 3.520                                                            | 2,19%                                                            |                                                                  |
| 13°                                                              | Hermínio Oliveira Neto                                           | PDT                                                              | 12789                                                            | 1.501                                                            | 0,93%                                                            |                                                                  |
| 14ª                                                              | Irma Lemos dos Santos Andrade                                    | PTB                                                              | 14000                                                            | 2.386                                                            | 1,49%                                                            |                                                                  |
| 15°                                                              | Joaquim Libarino                                                 | PCdoB                                                            | 65567                                                            | 1.900                                                            | 1,18%                                                            |                                                                  |
| 16°                                                              | Julio Honorato                                                   | PT                                                               | 13333                                                            | 2.020                                                            | 1,26%                                                            |                                                                  |
| 17°                                                              | Juvêncio Amaral (Juvêncio da Saúde)                              | PV                                                               | 43192                                                            | 1.838                                                            | 1,14%                                                            |                                                                  |
| 18ª                                                              | Maria Lúcia Santos Rocha                                         | DEM                                                              | 25888                                                            | 4.122                                                            | 2,57%                                                            |                                                                  |
| 19°                                                              | Luciano Gomes                                                    | PR                                                               | 22222                                                            | 2.243                                                            | 1,40%                                                            |                                                                  |
| 20°                                                              | Nelson Vieira (Nelson de Vivi)                                   | PCdoB                                                            | 65444                                                            | 2.381                                                            | 1,48%                                                            |                                                                  |
| 21°                                                              | Sidney de Oliveira (Pastor Sidnei)                               | PRB                                                              | 10123                                                            | 1.584                                                            | 0,99%                                                            |                                                                  |

## 18.ª Legislatura (2009-2012)
| Vereadores de Vitória da Conquista - 18ª Legislatura (2009-2012) | Vereadores de Vitória da Conquista - 18ª Legislatura (2009-2012) | Vereadores de Vitória da Conquista - 18ª Legislatura (2009-2012) |
| N°                                                               | Nome                                                             | Partido                                                          |
| ---------------------------------------------------------------- | ---------------------------------------------------------------- | ---------------------------------------------------------------- |
| 1°                                                               | Ademir Abreu                                                     | PT                                                               |
| 2°                                                               | Alberto Gonçalves                                                | PV                                                               |
| 3°                                                               | Alexandre Pereira de Sousa                                       | PT                                                               |
| 4°                                                               | Álvaro Pithon                                                    | DEM                                                              |
| 5°                                                               | Arlindo Rebouças                                                 | PMN                                                              |
| 6°                                                               | Emanuel Moura                                                    | PSB                                                              |
| 7°                                                               | Fernando Vasconcelos (Jacaré)                                    | PT                                                               |
| 8ª                                                               | Gildásio Silveira                                                | PT                                                               |
| 9°                                                               | Gilzete Moreira                                                  | PSB                                                              |
| 10°                                                              | Hermínio Oliveira Neto                                           | PDT                                                              |
| 11°                                                              | Hudson Castro                                                    | PCdoB                                                            |
| 12°                                                              | Joel Fernandes                                                   | PTN                                                              |
| 13°                                                              | Luciano Gomes                                                    | PR                                                               |
| 14ª                                                              | Maria Lúcia Santos Rocha                                         | DEM                                                              |
| 15°                                                              | Virgílio Figueira Mendes (Vivi Mendes)                           | PT                                                               |

## 17.ª Legislatura (2005-2008)
| Vereadores de Vitória da Conquista - 17ª Legislatura (2005-2008) | Vereadores de Vitória da Conquista - 17ª Legislatura (2005-2008) | Vereadores de Vitória da Conquista - 17ª Legislatura (2005-2008) |
| N°                                                               | Nome                                                             | Partido                                                          |
| ---------------------------------------------------------------- | ---------------------------------------------------------------- | ---------------------------------------------------------------- |
| 1°                                                               | Adão Albuquerque                                                 | PV                                                               |
| 2°                                                               | Alexandre Pereira de Sousa                                       | PT                                                               |
| 3°                                                               | Ataíde Macedo                                                    | PSB                                                              |
| 4°                                                               | Carlos Gentil                                                    | PMDB                                                             |
| 5°                                                               | Edivaldo Santos Ferreira                                         | PMDB                                                             |
| 6°                                                               | Eduardo Mesquita                                                 | PHS                                                              |
| 7°                                                               | Fernando Vasconcelos (Jacaré)                                    | PT                                                               |
| 8ª                                                               | Irma Lemos dos Santos Andrade                                    | PFL                                                              |
| 9°                                                               | Jean Fabrício Falcão                                             | PCdoB                                                            |
| 10ª                                                              | Joel Fernandes                                                   | PTN                                                              |
| 11°                                                              | José William de Oliveira Nunes                                   | PMDB                                                             |
| 12ª                                                              | Lygia Matos Barreto de Castro                                    | PT                                                               |
| 13ª                                                              | Maria Lúcia Santos Rocha                                         | PFL                                                              |
| 14°                                                              | Virgílio Figueira Mendes (Vivi Mendes)                           | PT                                                               |

## 16.ª Legislatura (2001-2004)
| Vereadores de Vitória da Conquista - 16ª Legislatura (2001-2004) | Vereadores de Vitória da Conquista - 16ª Legislatura (2001-2004) | Vereadores de Vitória da Conquista - 16ª Legislatura (2001-2004) |
| N°                                                               | Nome                                                             | Partido                                                          |
| ---------------------------------------------------------------- | ---------------------------------------------------------------- | ---------------------------------------------------------------- |
| 1°                                                               | Ailton Brito Rocha                                               | PT                                                               |
| 2°                                                               | Alexandre Pereira de Sousa                                       | PT                                                               |
| 3°                                                               | Albano Silva Carvalho                                            | PT                                                               |
| 4°                                                               | Álvaro Pithon Brito                                              | PPB                                                              |
| 5°                                                               | Ebenezer Fagundes Ferreira                                       | PSL                                                              |
| 6°                                                               | Edivaldo Santos Ferreira                                         | PMDB                                                             |
| 7ª                                                               | Edjaime Rosa de Carvalho (Bibia)                                 | PSL                                                              |
| 8°                                                               | Gilzete da Silva Moreira                                         | PSB                                                              |
| 9°                                                               | Hermínio Oliveira Neto                                           | PFL                                                              |
| 10ª                                                              | Irma Lemos dos Santos Andrade                                    | PPB                                                              |
| 11°                                                              | João Alberto Rodrigues                                           | PT                                                               |
| 12°                                                              | José William de Oliveira Nunes                                   | PMDB                                                             |
| 13ª                                                              | Lygia Matos Barreto de Castro                                    | PT                                                               |
| 14ª                                                              | Maria Lúcia Santos Rocha                                         | PFL                                                              |
| 15°                                                              | Miguel Arcanjo Felício de Jesus                                  | PCdoB                                                            |
| 16°                                                              | Noeci Ferreira Salgado                                           | PT                                                               |
| 17°                                                              | Paulo César Aguiar Brito                                         | PPB                                                              |
| 18°                                                              | Sandro Robério Jardim Pereira                                    | PT                                                               |
| 19°                                                              | Virgílio Figueira Mendes (Vivi Mendes)                           | PPB                                                              |

## 15.ª Legislatura (1997-2000)
| Vereadores de Vitória da Conquista - 15ª Legislatura (1997-2000) | Vereadores de Vitória da Conquista - 15ª Legislatura (1997-2000) | Vereadores de Vitória da Conquista - 15ª Legislatura (1997-2000) |
| N°                                                               | Nome                                                             | Partido                                                          |
| ---------------------------------------------------------------- | ---------------------------------------------------------------- | ---------------------------------------------------------------- |
| 1°                                                               | Albano Silva Carvalho                                            | PV                                                               |
| 2°                                                               | Alexandre Pereira de Sousa                                       | PDT                                                              |
| 3°                                                               | Álvaro Pithon Brito                                              | PL                                                               |
| 4°                                                               | Arlindo Santos Rebouças                                          | PSDB                                                             |
| 5°                                                               | Clovis Oliveira Carvalho                                         | PT                                                               |
| 6°                                                               | Edivaldo Santos Ferreira                                         | PTB                                                              |
| 7ª                                                               | Helita Figueira da Silva                                         | PSDB                                                             |
| 8°                                                               | Hermínio Oliveira Neto                                           | PFL                                                              |
| 9°                                                               | Humberto Leal Lima                                               | PPB                                                              |
| 10°                                                              | Isaac Nunes Neto                                                 | PPB                                                              |
| 11°                                                              | José Carlos Silva Ferreira                                       | PT                                                               |
| 12°                                                              | José William de Oliveira Nunes                                   | PMDB                                                             |
| 13ª                                                              | Maria Lúcia Santos Rocha                                         | PTB                                                              |
| 14°                                                              | Miguel Arcanjo Felício de Jesus                                  | PCdoB                                                            |
| 15°                                                              | Paulo César Aguiar Brito                                         | PPB                                                              |
| 16°                                                              | Nelson Aguiar Brito                                              | PPB                                                              |
| 17°                                                              | Valdir Ferreira de Oliveira                                      | PL                                                               |
| 18°                                                              | Virgílio Figueira Mendes (Vivi Mendes)                           | PL                                                               |
| 19°                                                              | Wilson Feitosa de Brito                                          | PFL                                                              |

## 14.ª Legislatura (1993-1996)
| Vereadores de Vitória da Conquista - 14ª Legislatura (1993-1996) | Vereadores de Vitória da Conquista - 14ª Legislatura (1993-1996) | Vereadores de Vitória da Conquista - 14ª Legislatura (1993-1996) |
| N°                                                               | Nome                                                             | Partido                                                          |
| ---------------------------------------------------------------- | ---------------------------------------------------------------- | ---------------------------------------------------------------- |
| 1°                                                               | Yvonilton Borges Gonçalves                                       |                                                                  |
| 2°                                                               | Wilson Feitosa de Brito                                          |                                                                  |
| 3°                                                               | José Willian de Oliveira Nunes                                   |                                                                  |
| 4°                                                               | Antônio Carlos Napoli                                            |                                                                  |
| 5ª                                                               | Maria Lúcia Santos Rocha                                         |                                                                  |
| 6°                                                               | Isaac Nunes Neto                                                 |                                                                  |
| 7°                                                               | Vitalino Bispo                                                   |                                                                  |
| 8°                                                               | Virgílio Figueira Mendes (Vivi Mendes)                           |                                                                  |
| 9°                                                               | Edivaldo Santos Ferreira                                         |                                                                  |
| 10°                                                              | Roberto Catão de Oliveira                                        |                                                                  |
| 11°                                                              | Welliton da Costa Jurema                                         |                                                                  |
| 12°                                                              | Arlindo Santos Rebouças                                          |                                                                  |
| 13°                                                              | Edmilson Silveira do Prado                                       |                                                                  |
| 14°                                                              | Álvaro Pithon Brito                                              |                                                                  |
| 15°                                                              | Paulo Cesar Aguiar Brito                                         |                                                                  |
| 16°                                                              | Abelmiro Freire Sena                                             |                                                                  |
| 17°                                                              | Humberto Leal Lima                                               |                                                                  |
| 18°                                                              | Otávio Santos Rosa                                               |                                                                  |
| 19°                                                              | Hildenor Marinho Carvalho                                        |                                                                  |

## 13.ª Legislatura (1989-1992)
| Vereadores de Vitória da Conquista - 13ª Legislatura (1989-1992) | Vereadores de Vitória da Conquista - 13ª Legislatura (1989-1992) | Vereadores de Vitória da Conquista - 13ª Legislatura (1989-1992) |
| N°                                                               | Nome                                                             | Partido                                                          |
| ---------------------------------------------------------------- | ---------------------------------------------------------------- | ---------------------------------------------------------------- |
| 1°                                                               | Yvonilton Borges Gonçalves                                       | PMDB                                                             |
| 2°                                                               | Paulo César Aguiar Brito                                         | PMDB                                                             |
| 3°                                                               | Edivaldo Santos Ferreira                                         | PMDB                                                             |
| 4°                                                               | Joaquim Alves                                                    | PSC                                                              |
| 5°                                                               | Welliton da Costa Jurema                                         | PDT                                                              |
| 6°                                                               | Absolon Pereira Duque                                            | PTB                                                              |
| 7°                                                               | Osvaldo Pedro da Silva                                           | PDT                                                              |
| 8°                                                               | José Barreto                                                     | PSDB                                                             |
| 9°                                                               | Vitalino Bispo                                                   | PMDB                                                             |
| 10°                                                              | Virgílio Figueira Mendes (Vivi Mendes)                           | PDT                                                              |
| 11°                                                              | Zerenildo Rocha                                                  | PMDB                                                             |
| 12°                                                              | Adail Paixão                                                     | PSDB                                                             |
| 13°                                                              | Oriosvaldo Pontes                                                | PMDB                                                             |
| 14°                                                              | Lanteney Nunes de Lima Braga                                     | PFL                                                              |
| 15°                                                              | Antônio Dantas                                                   | PMDB                                                             |
| 16°                                                              | José William de Oliveira Nunes                                   | PSDB                                                             |

## 12.ª Legislatura (1985-1988)
| Vereadores de Vitória da Conquista - 12ª Legislatura (1985-1988) | Vereadores de Vitória da Conquista - 12ª Legislatura (1985-1988) | Vereadores de Vitória da Conquista - 12ª Legislatura (1985-1988) |
| N°                                                               | Nome                                                             | Partido                                                          |
| ---------------------------------------------------------------- | ---------------------------------------------------------------- | ---------------------------------------------------------------- |
| 1°                                                               | Ariosvaldo Zinho do Prado                                        | PMDB                                                             |
| 2°                                                               | Robério Dias Ramalho Sampaio                                     | PMDB                                                             |
| 3°                                                               | Ubirajara Sampaio Mota                                           | PMDB                                                             |
| 4ª                                                               | Ilza Viana Matos                                                 | PMDB                                                             |
| 5°                                                               | Osvaldo Pedro da Silva                                           | PMDB                                                             |
| 6°                                                               | Antônio Aragão                                                   | PDS                                                              |
| 7°                                                               | Eugênio dos Santos Flores                                        | PDS                                                              |
| 8°                                                               | Manoel Ramaldes Rocha                                            | PDS                                                              |
| 9°                                                               | José William de Oliveira Nunes                                   | PMDB                                                             |
| 10°                                                              | Virgílio Figueira Mendes (Vivi Mendes)                           | PMDB                                                             |
| 11°                                                              | Yvonilton Borges Gonçalves                                       | PMDB                                                             |
| 12°                                                              | Pedro Alexandre Massinha                                         | PMDB                                                             |
| 13°                                                              | Everaldo Públio de Castro                                        | PDS                                                              |

## 11.ª Legislatura (1981-1984)
| Vereadores de Vitória da Conquista - 11ª Legislatura (1981-1984) | Vereadores de Vitória da Conquista - 11ª Legislatura (1981-1984) | Vereadores de Vitória da Conquista - 11ª Legislatura (1981-1984) |
| N°                                                               | Nome                                                             | Partido                                                          |
| ---------------------------------------------------------------- | ---------------------------------------------------------------- | ---------------------------------------------------------------- |
| 1°                                                               | Jordanes Rodríguez da Silva                                      | PDS                                                              |
| 2°                                                               | Florisvaldo de Oliveira Leite                                    | PMDB                                                             |
| 3°                                                               | Jesiel Norberto da Silva                                         | PDS                                                              |
| 4ª                                                               | Ilza Viana Matos                                                 | PMDB                                                             |
| 5°                                                               | Antônio José dos Reis                                            | PMDB                                                             |
| 6°                                                               | Nataliano Ribeiro do Prado                                       | PMDB                                                             |
| 7°                                                               | Antônio Aragão                                                   | PDS                                                              |
| 8°                                                               | Manoel Ramaldes Rocha                                            | PDS                                                              |
| 9°                                                               | Ubirajara Sampaio Mota                                           | PMDB                                                             |
| 10°                                                              | Eugênio Flores                                                   | PDS                                                              |
| 11°                                                              | Ariosvaldo Zinho do Prado                                        | PMDB                                                             |
| 12°                                                              | Everaldo Públio de Castro                                        | PDS                                                              |
| 13°                                                              | Pedro Alexandre Massinha                                         | PMDB                                                             |
| 14°                                                              | Osvaldo Pedro da Silva                                           | PMDB                                                             |
| 15°                                                              | José William de Oliveira Nunes                                   | PMDB                                                             |
| 16°                                                              | Virgílio Figueira Mendes (Vivi Mendes)                           | PMDB                                                             |
| 17°                                                              | Robério Dias Ramalho Sampaio                                     |                                                                  |
| 18°                                                              | José Florduardo Góes                                             | PMDB                                                             |
| 19°                                                              | Lanteney Nunes de Lima Braga                                     | PDS                                                              |

## 10.ª Legislatura (1977-1980)
| Vereadores de Vitória da Conquista - 10ª Legislatura (1977-1980) | Vereadores de Vitória da Conquista - 10ª Legislatura (1977-1980) | Vereadores de Vitória da Conquista - 10ª Legislatura (1977-1980) |
| N°                                                               | Nome                                                             | Partido                                                          |
| ---------------------------------------------------------------- | ---------------------------------------------------------------- | ---------------------------------------------------------------- |
| 1ª                                                               | Ilza Viana Matos                                                 | MDB                                                              |
| 2°                                                               | José Florduardo Góes                                             | MDB                                                              |
| 3°                                                               | Antônio José dos Reis                                            | MDB                                                              |
| 4°                                                               | Lanteney Nunes de Lima Braga                                     | ARENA                                                            |
| 5°                                                               | Naason Carvalho Silva                                            | MDB                                                              |
| 6°                                                               | Fernando Eleodoro de Santana                                     | MDB                                                              |
| 7°                                                               | Florisvaldo de Oliveira Leite                                    | MDB                                                              |
| 8°                                                               | Jesiel Norberto da Silva                                         | ARENA                                                            |
| 9°                                                               | Gésner de Oliveira Chagas                                        | ARENA                                                            |
| 10°                                                              | Misael Marcílio Santos                                           | ARENA                                                            |
| 11°                                                              | Manoel Ramaldes Rocha                                            | ARENA                                                            |

## 9.ª Legislatura (1973-1976)
| Vereadores de Vitória da Conquista - 9ª Legislatura (1973-1976) | Vereadores de Vitória da Conquista - 9ª Legislatura (1973-1976) | Vereadores de Vitória da Conquista - 9ª Legislatura (1973-1976) |
| N°                                                              | Nome                                                            | Partido                                                         |
| --------------------------------------------------------------- | --------------------------------------------------------------- | --------------------------------------------------------------- |
| 1°                                                              | Walmir dos Santos Silva                                         | MDB                                                             |
| 2ª                                                              | Ilza Viana Matos                                                | MDB                                                             |
| 3°                                                              | Naason Carvalho                                                 | MDB                                                             |
| 4°                                                              | Onildo Carvalho                                                 | MDB                                                             |
| 5°                                                              | Ney Ferreira E. Silva                                           | MDB                                                             |
| 6°                                                              | José Góes                                                       | MDB                                                             |
| 7°                                                              | Hélio Silveira Dias                                             | MDB                                                             |
| 8°                                                              | Elquisson Dias Soares                                           | MDB                                                             |
| 9°                                                              | Misael Marcílio Santos                                          | ARENA                                                           |
| 10°                                                             | Altamirando Novais E. Silva                                     | ARENA                                                           |
| 11°                                                             | Jesiel Norberto da Silva                                        | ARENA                                                           |
| 12°                                                             | Lanteney Nunes de Lima Braga                                    | ARENA                                                           |
| 13°                                                             | Gésner de Oliveira Chagas                                       | ARENA                                                           |

## 8.ª Legislatura (1971-1972)
| Vereadores de Vitória da Conquista - 8ª Legislatura (1971-1972) | Vereadores de Vitória da Conquista - 8ª Legislatura (1971-1972) | Vereadores de Vitória da Conquista - 8ª Legislatura (1971-1972) |
| N°                                                              | Nome                                                            | Partido                                                         |
| --------------------------------------------------------------- | --------------------------------------------------------------- | --------------------------------------------------------------- |
| 1°                                                              | Hélio da Silva Gusmão                                           | MDB                                                             |
| 2°                                                              | Gilberto Quadros de Andrade                                     | MDB                                                             |
| 3°                                                              | Ney Ferreira E. Silva                                           | MDB                                                             |
| 4°                                                              | Olavo Ramos de Oliveira                                         | MDB                                                             |
| 5°                                                              | Antenor Rodrigues Lima                                          | MDB                                                             |
| 6°                                                              | Aníbal Lopes Viana                                              | MDB                                                             |
| 7°                                                              | Jesiel Norberto da Silva                                        | ARENA                                                           |
| 8°                                                              | Erasthosthenes Menezes                                          | ARENA                                                           |
| 9°                                                              | Gésner de Oliveira Chagas                                       | ARENA                                                           |
| 10°                                                             | Misael Marcílio dos Santos                                      | ARENA                                                           |
| 11°                                                             | Altamirando Novais                                              | ARENA                                                           |
| 12°                                                             | Waldemar Sá Porto                                               | ARENA                                                           |
| 13°                                                             | Antônio Nery Barbosa                                            | ARENA                                                           |

## 7.ª Legislatura (1967-1970)
| Vereadores de Vitória da Conquista - 7ª Legislatura (1967-1970) | Vereadores de Vitória da Conquista - 7ª Legislatura (1967-1970) | Vereadores de Vitória da Conquista - 7ª Legislatura (1967-1970) |
| N°                                                              | Nome                                                            | Partido                                                         |
| --------------------------------------------------------------- | --------------------------------------------------------------- | --------------------------------------------------------------- |
| 1°                                                              | Altamirando Aurindo E. Silva                                    | ARENA                                                           |
| 2°                                                              | Jesiel Norberto da Silva                                        | ARENA                                                           |
| 3°                                                              | Erasthosthenes Menezes                                          | ARENA                                                           |
| 4°                                                              | José Lacerda                                                    | MDB                                                             |
| 5°                                                              | Oriosvaldo Silva Pontes                                         | MDB                                                             |
| 6°                                                              | Misael Marcílio dos Santos                                      | MDB                                                             |
| 7°                                                              | Petrônio Coelho Sales                                           | MDB                                                             |
| 8°                                                              | Waldemar Sá Porto                                               | ARENA                                                           |
| 9°                                                              | Claudionor Gusmão Cunha                                         | ARENA                                                           |
| 10°                                                             | Olavo Ramos de Oliveira                                         | ARENA                                                           |
| 11°                                                             | Ney Ferreira E. Silva                                           | MDB                                                             |
| 12°                                                             | Antônio José Nascimento                                         |                                                                 |
| 13°                                                             | Gésner de Oliveira Chagas                                       | ARENA                                                           |

## 6.ª Legislatura (1963-1966)
| Vereadores de Vitória da Conquista - 6ª Legislatura (1963-1966) | Vereadores de Vitória da Conquista - 6ª Legislatura (1963-1966) | Vereadores de Vitória da Conquista - 6ª Legislatura (1963-1966) |
| N°                                                              | Nome                                                            | Partido                                                         |
| --------------------------------------------------------------- | --------------------------------------------------------------- | --------------------------------------------------------------- |
| 1°                                                              | José Gil Moreira                                                | PTB                                                             |
| 2°                                                              | Altamirando A. Silva                                            | PTB                                                             |
| 3°                                                              | Péricles Gusmão Regis                                           | MTR                                                             |
| 4°                                                              | Nelson Gusmão Cunha                                             | UDN                                                             |
| 5°                                                              | Orlando da Silva Leite                                          | UDN                                                             |
| 6°                                                              | Misael Marcílio dos Santos                                      | UDN                                                             |
| 7°                                                              | Floriano Alves Barreto                                          | PSD                                                             |
| 8°                                                              | Alziro Dias de Oliveira                                         | PSD                                                             |
| 9°                                                              | Olavo Ramos de Oliveira                                         | PSD                                                             |
| 10°                                                             | Lourival Cairo dos Santos                                       | PSD                                                             |
| 11°                                                             | Dante Menezes                                                   | UDN                                                             |

## 5.ª Legislatura (1959-1962)
| Vereadores de Vitória da Conquista - 5ª Legislatura (1959-1962) | Vereadores de Vitória da Conquista - 5ª Legislatura (1959-1962) | Vereadores de Vitória da Conquista - 5ª Legislatura (1959-1962) |
| N°                                                              | Nome                                                            | Partido                                                         |
| --------------------------------------------------------------- | --------------------------------------------------------------- | --------------------------------------------------------------- |
| 1°                                                              | Vivaldo Mendes Ferraz                                           | UDN                                                             |
| 2°                                                              | Anfilófio F. Pedral Sampaio                                     | PTB                                                             |
| 3°                                                              | Alberto Farias                                                  | PSD                                                             |
| 4°                                                              | Ismênio Antunes Silveira                                        | UDN                                                             |
| 5°                                                              | Gildásio Cairo dos Santos                                       | PRP                                                             |
| 6°                                                              | Everardo Públio de Castro                                       | UDN                                                             |
| 7°                                                              | Íris Geraldo Silveira                                           | UDN                                                             |
| 8°                                                              | Jesus Gomes dos Santos                                          | PTB                                                             |
| 9°                                                              | Jorge Stolze Dias                                               | UDN                                                             |
| 10°                                                             | Grimaldo Estrela Oliveira                                       | PSD                                                             |
| 11°                                                             | Nelson Gusmão Cunha                                             | PTN                                                             |
| 12°                                                             | Dante Menezes                                                   | PTN                                                             |

## 4.ª Legislatura (1955-1958)
| Vereadores de Vitória da Conquista - 4ª Legislatura (1955-1958) | Vereadores de Vitória da Conquista - 4ª Legislatura (1955-1958) | Vereadores de Vitória da Conquista - 4ª Legislatura (1955-1958) |
| N°                                                              | Nome                                                            | Partido                                                         |
| --------------------------------------------------------------- | --------------------------------------------------------------- | --------------------------------------------------------------- |
| 1°                                                              | Nélson Gusmão Cunha                                             | PSD                                                             |
| 2°                                                              | Pedro Lopes F. Santos                                           | PR                                                              |
| 3°                                                              | Jesus Gomes dos Santos                                          | PTB                                                             |
| 4°                                                              | Íris Geraldo Silveira                                           | UDN                                                             |
| 5°                                                              | Silioni Sales                                                   |                                                                 |
| 6°                                                              | Dante Menezes                                                   | PSD                                                             |
| 7°                                                              | Edson Dias Soares                                               | PSD                                                             |
| 8°                                                              | Evaristo Oliveira                                               | UDN                                                             |
| 9°                                                              | Aníbal Gonçalves                                                | UDN                                                             |
| 10°                                                             | Manoel Meira                                                    | PSD                                                             |
| 11°                                                             | Hercílio Lima                                                   | PSD                                                             |
| 12°                                                             | Josias Casais França                                            |                                                                 |
| 13°                                                             | Flávio D. Oliveira                                              |                                                                 |
| 14°                                                             | Alberto Farias                                                  | PSD                                                             |
| 15°                                                             | Everardo Públio de Castro                                       | PCB                                                             |

## 3.ª Legislatura (1951-1954)
| Vereadores de Vitória da Conquista - 3ª Legislatura (1951-1954) | Vereadores de Vitória da Conquista - 3ª Legislatura (1951-1954) | Vereadores de Vitória da Conquista - 3ª Legislatura (1951-1954) |
| N°                                                              | Nome                                                            | Partido                                                         |
| --------------------------------------------------------------- | --------------------------------------------------------------- | --------------------------------------------------------------- |
| 1°                                                              | Manoel Moreira Chaves                                           | UDN                                                             |
| 2°                                                              | Dílson Ribeiro de Oliveira                                      | PSD                                                             |
| 3°                                                              | Edson Dias Soares                                               | PSD                                                             |
| 4°                                                              | Dante Menezes                                                   | PSD                                                             |
| 5°                                                              | Petronílio Alves dos Santos                                     | PSD                                                             |
| 6°                                                              | Otacílio José Gomes                                             | PSD                                                             |
| 7°                                                              | Fernando Spínola                                                | UDN                                                             |
| 8°                                                              | Manoel Meira                                                    | PSD                                                             |
| 9°                                                              | Padre Luiz Palmeira                                             | UDN                                                             |
| 10°                                                             | Íris Geraldo Silveira                                           | UDN                                                             |
| 11°                                                             | João Geraldo da Silva                                           |                                                                 |

## 2.ª Legislatura (1948-1950)
| Vereadores de Vitória da Conquista - 2ª Legislatura (1948-1950) | Vereadores de Vitória da Conquista - 2ª Legislatura (1948-1950) | Vereadores de Vitória da Conquista - 2ª Legislatura (1948-1950) |
| N°                                                              | Nome                                                            | Partido                                                         |
| --------------------------------------------------------------- | --------------------------------------------------------------- | --------------------------------------------------------------- |
| 1°                                                              | Joaquim Gusmão Sales                                            | PSD                                                             |
| 2°                                                              | Mario de Almeida Borba                                          | PSD                                                             |
| 3°                                                              | Virgínio Almeida Maciel                                         | PSD                                                             |
| 4°                                                              | Davide Rossi                                                    | PSD                                                             |
| 5°                                                              | Vespasiano da Silva Dias                                        | PSD                                                             |
| 6°                                                              | Manoel Meira                                                    | PSD                                                             |
| 7°                                                              | Galdino Oliveira                                                | PSD                                                             |
| 8°                                                              | Crescêncio A. da Silveira                                       | CDC                                                             |
| 9°                                                              | Florentino M. de Andrade                                        | CDC                                                             |
| 10°                                                             | Jesus Gomes dos Santos                                          | CDC                                                             |
| 11°                                                             | Fernando Ferreira Spínola                                       | CDC                                                             |
| 12°                                                             | Aloísio Guimarães Lacerda                                       | CDC                                                             |

## 1.ª Legislatura (1936-1947)
| Vereadores de Vitória da Conquista - 1ª Legislatura (1936-1947) | Vereadores de Vitória da Conquista - 1ª Legislatura (1936-1947) | Vereadores de Vitória da Conquista - 1ª Legislatura (1936-1947) |
| N°                                                              | Nome                                                            | Partido                                                         |
| --------------------------------------------------------------- | --------------------------------------------------------------- | --------------------------------------------------------------- |
| 1°                                                              | João de Oliveira Lopes                                          | Autonomista                                                     |
| 2°                                                              | Cassiano Santos Silva                                           | Autonomista                                                     |
| 3°                                                              | Justino Gusmão                                                  | Autonomista                                                     |
| 4°                                                              | Trasíbulo Rocha                                                 | Autonomista                                                     |
| 5°                                                              | Laudionor Brasil                                                | Autonomista                                                     |
| 6°                                                              | Tibúrcio da Silva Lemos                                         | Autonomista                                                     |
| 7°                                                              | Landulfo Alves                                                  | PSD                                                             |
| 8°                                                              | Joaquim dos Santos Padre                                        | Autonomista                                                     |
| 9°                                                              | Gerson Sales                                                    | PSD                                                             |
| 10°                                                             | Leordino Texeira Novais                                         | PSD                                                             |
| 11°                                                             | Virgilio Mendes Freitas                                         | PSD                                                             |
| 12°                                                             | José Vieira Freitas                                             | PSD                                                             |